# Luguelín Santos
Luguelín Miguel Santos Aquino (Bayaguana, 12 novembre 1993) è un velocista dominicano, specializzato nei 400 metri piani.

## Progressione

### 400 metri piani
| Stagione | Tempo | Luogo          | Data       | Rank. Mond. |
| -------- | ----- | -------------- | ---------- | ----------- |
| 2017     | 45"22 | Taipei         | 26-8-2017  | 51º         |
| 2016     | 44"71 | Rio de Janeiro | 12-8-2016  | 15º         |
| 2015     | 44"11 | Pechino        | 26-8-2015  | 7º          |
| 2014     | 44"53 | Ponce          | 17-5-2014  | 7º          |
| 2013     | 44"52 | Mosca          | 13-8-2013  | 4º          |
| 2012     | 44"45 | Hengelo        | 27-5-2012  | 4º          |
| 2011     | 44"71 | Guadalajara    | 26-10-2011 | 7º          |
| 2010     | 46"19 | Santo Domingo  | 26-6-2010  | 154º        |
| 2009     | 47"58 | Santo Domingo  | 20-6-2009  | -           |

## Palmarès
| Anno | Manifestazione             | Sede           | Evento          | Risultato  | Prestazione | Note                                     |
| ---- | -------------------------- | -------------- | --------------- | ---------- | ----------- | ---------------------------------------- |
| 2010 | Campionati CAC U20         | Santo Domingo  | 400 m piani     | Argento    | 46"94       |                                          |
| 2010 | Campionati CAC U20         | Santo Domingo  | 4×400 m         | Bronzo     | 3'10"55     |                                          |
| 2010 | Mondiali juniores          | Moncton        | 400 m piani     | 6º         | 46"90       |                                          |
| 2010 | Olimpiadi giovanili        | Singapore      | 400 m piani     | Oro        | 47"11       |                                          |
| 2010 | Olimpiadi giovanili        | Singapore      | Staffetta mista | Oro        | 1'51"38     |                                          |
| 2011 | Campionati CAC             | Mayagüez       | 400 m piani     | Finale     | dnf         |                                          |
| 2011 | Giochi panamericani        | Guadalajara    | 400 m piani     | Argento    | 44"71       |                                          |
| 2011 | Giochi panamericani        | Guadalajara    | 4×400 m         | Argento    | 3'00"44     |                                          |
| 2012 | Mondiali indoor            | Istanbul       | 400 m piani     | Semifinale | 46"83       |                                          |
| 2012 | Campionati ibero-americani | Barquisimeto   | 4×400 m         | Bronzo     | 3'02"02     |                                          |
| 2012 | Mondiali U20               | Barcellona     | 400 m piani     | Oro        | 44"85       |                                          |
| 2012 | Giochi olimpici            | Londra         | 400 m piani     | Argento    | 44"46       |                                          |
| 2012 | Giochi olimpici            | Londra         | 4×400 m         | Batteria   | dq          |                                          |
| 2013 | Campionati CAC             | Morelia        | 200 m piani     | 4º         | 20"55       | Record nazionale                         |
| 2013 | Campionati CAC             | Morelia        | 4×400 m         | Bronzo     | 3'02"82     |                                          |
| 2013 | Mondiali                   | Mosca          | 200 m piani     | Batteria   | 21"13       |                                          |
| 2013 | Mondiali                   | Mosca          | 400 m piani     | Bronzo     | 44"52       | Miglior prestazione personale stagionale |
| 2013 | Mondiali                   | Mosca          | 4×400 m         | Batteria   | 3'03"61     |                                          |
| 2014 | Mondiali indoor            | Sopot          | 400 m piani     | Semifinale | 46"37       |                                          |
| 2014 | World Relays               | Nassau         | 4×400 m         | 11º        | 3'03"41     | Miglior prestazione personale stagionale |
| 2014 | Giochi CAC                 | Veracruz       | 4×400 m         | 4º         | 3'02"86     |                                          |
| 2015 | World Relays               | Nassau         | 4×400 m         | Batteria   | 3'12"55     |                                          |
| 2015 | Universiadi                | Gwangju        | 400 m piani     | Oro        | 44"91       | Miglior prestazione personale stagionale |
| 2015 | Universiadi                | Gwangju        | 4×400 m         | Oro        | 3'05"05     |                                          |
| 2015 | Giochi panamericani        | Toronto        | 400 m piani     | Oro        | 44"56       | Miglior prestazione personale stagionale |
| 2015 | Campionati NACAC           | San José       | 4×400 m         | 4º         | 3'01"73     |                                          |
| 2015 | Mondiali                   | Pechino        | 400 m piani     | 4º         | 44"11       | Record nazionale                         |
| 2015 | Mondiali                   | Pechino        | 4×400 m         | Batteria   | 3'00"15     | Record nazionale                         |
| 2016 | Giochi olimpici            | Rio de Janeiro | 400 m piani     | Semifinale | 44"71       | Miglior prestazione personale stagionale |
| 2016 | Giochi olimpici            | Rio de Janeiro | 4×400 m         | Batteria   | 3'01"76     | Miglior prestazione personale stagionale |
| 2017 | Mondiali                   | Londra         | 400 m piani     | Batteria   | 45"73       |                                          |
| 2017 | Universiadi                | Taipei         | 400 m piani     | Oro        | 45"24       | Miglior prestazione personale stagionale |
| 2017 | Universiadi                | Taipei         | 4×400 m         | Oro        | 3'04"34     |                                          |
| 2018 | Mondiali indoor            | Birmingham     | 400 m piani     | Finale     | dq          |                                          |
| 2018 | Giochi CAC                 | Barranquilla   | 400 m piani     | Oro        | 44"59       | Miglior prestazione personale stagionale |
| 2018 | Giochi CAC                 | Barranquilla   | 4×400 m         | Argento    | 3'03"92     |                                          |
| 2019 | Giochi panamericani        | Lima           | 400 m piani     | 7º         | 45"73       | Miglior prestazione personale stagionale |
| 2019 | Giochi panamericani        | Lima           | 4×400 m         | 4º         | 3'05"64     |                                          |
| 2021 | Giochi olimpici            | Tokyo          | 4×400 m mista   | Argento    | 3'12"74     | [ 1 ]                                    |

## Altre competizioni internazionali
2018
- Oro in Coppa continentale ( Ostrava), 4×400 m mista - 3'13"01